# СМ-3 (торпедный катер)
Торпедный катер «СМ-3» — экспериментальный советский торпедный катер. Разрабатывался с целью получить больший радиус действия, лучшую мореходность и повышенную коррозионной устойчивость стального корпуса по сравнению с катером «Г-5», даже ценой снижения скорости.
Спущен на воду 28 августа 1940 года, 5 августа 1941 года вошёл в состав Черноморского флота.
Приёмная комиссия установила: обшивка корпуса из тонкой (4 мм) стали, что называется, «дышит». При выходе на 37-узловую скорость корпус дал трещину по середине моторного отсека. О серийной постройке столь ненадёжного корабля не могло быть и речи.
Катер все же сдали флоту (12 июля 1941 года), усилив продольный и поперечный набор корпуса дополнительными шпангоутами и стрингерами.
Из-за переделки водоизмещение увеличилось, скорость уменьшилась на 7 узлов, зато СМ-3 обладал отличной манёвренностью.

## Боевое применение
В июне 1942 года участвовал в рейде торпедных катеров на Ялтинскую бухту, а 31 июля, действуя совместно с катером типа Д-3, пустил ко дну две немецкие десантные баржи близ Феодосии.
23 октября 1942 года, после совместного с торпедным катером ТКА-73 типа Д ночного торпедного обстрела вражеской базы в районе Двуякорной бухты, был обнаружен и атакован 4 немецкими торпедными катерами (S102, 49, 26, 28). Оторваться от противника из-за меньшей на 9 узлов скорости «СМ-3» не сумел, и вступил в бой. Несмотря на подавляющее преимущество противника как в скорости, так и в вооружении, после 45 минут боя он повредил один из торпедных катеров противника, и был смертельно ранен его командир, после чего вражеские катера покинули место боя.
Участвовал в Крымской (8 апреля-12 мая 1944 года) наступательной операции.